# Willi Haas
Willi Haas (* 29. Mai 1902; † 9. Oktober 1959 in Witterschlick) war ein deutscher Kommunalpolitiker und ehrenamtlicher Landrat (CDU).

## Leben und Beruf
Nach dem Schulbesuch absolvierte er eine kaufmännische Ausbildung und war anschließend in Witterschlick bei den Servais-Werken als kaufmännischer Angestellter und ab 1944 als Direktor tätig.
Von 1947 bis zum 9. November 1952 war er Mitglied des Kreistages des Landkreises Bonn und vom 7. Mai 1947 bis zum 9. November 1952 Landrat des Landkreises Bonn.